# Агенор (царь Аргоса)
Агенор (др.-греч. Ἀγήνωρ «мужественный») — персонаж древнегреческой мифологии, царь Аргоса. По одной родословной, сын Экбаса (сына Аргоса) и Еврисабы. Отец Аргоса Всевидящего (либо царя Аргоса). По другой родословной, аргосец Агенор — сын Триопа и отец Кротопа.
При нём из Аргоса в Элевсин бежал Трохил. В Аргосе была священная роща царя Агенора, к ней аргивяне гоняли овец для спаривания. Также Агенору приписывается введение коневодства и создание конницы.